# Patrik Ouředník

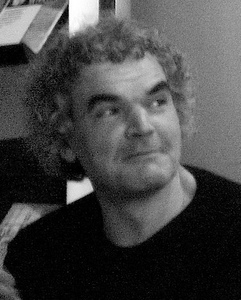
Patrik Ouředník

Patrik Ouředník (* 23. April 1957 in Prag) ist ein tschechischer Autor und Übersetzer.

## Leben
Patrik Ouředník wurde 1957 in der Tschechoslowakei geboren. 1984 emigrierte er nach Paris, wo er heute noch lebt. Vor seiner Emigration arbeitete Ouředník u. a. als Buchhändler, Briefträger und Lagerarbeiter. Nach seiner Auswanderung nach Frankreich absolvierte er ein Abendstudium der französischen Literatur an der Sorbonne, später hielt er Vorlesungen zur tschechischen Literatur an den Universitäten Toulouse, Rennes und Carcassonne, 1992 gehörte er zu den Initiatoren der freien Universität Université libre de Nouallaguet, wo er seit 1995 Vorlesungen hält. 1986 bis 1998 leitete er die Literaturkolumne des Periodikums „L’Autre Europe“. Aus dem Französischen übersetzte er u. a. François Rabelais, Raymond Queneau, Boris Vian, Alfred Jarry, Samuel Beckett, Henri Michaux und Claude Simon, aus dem Tschechischen Vladislav Vančura, Bohumil Hrabal, Miroslav Holub, Vladimír Holan, Jan Skácel, Ivan Wernisch und Jiří Gruša.

## Werk
Ouředník ist Verfasser zahlreicher literarischer Texte. Seine Arbeiten sind von Sprachexperimenten und Kuriositäten geprägt, er bündelt diese in den unterschiedlichsten literarischen Genres und Formen. Worte, Ereignisse, Stereotype und vieles mehr werden in einem absurden Spiel von Intertextualität gemischt und neu aufbereitet.
Europeana. Eine kurze Geschichte des 20. Jahrhunderts
Buch des Jahres in der Tschechischen Republik (Lidové noviny), Bestseller in den USA (The Village Voice), es wurde in 23 Sprachen (2010) übersetzt. Die Europeana ist eine Dekonstruktion der geschichtlichen Erinnerung, in der all die Ereignisse, Slogans, Personen und Daten auf eine Art und Weise kombiniert werden, die dem Leser unweigerlich befremdlich und überaus unterhaltsam erscheinen müssen.
Die Gunst der Stunde, 1855
Buch des Jahres in Italien (La Stampa). Im Jahr 1855 macht sich eine Gruppe von Anarchisten, Kommunisten und freien Geistern auf, Europa zu verlassen. Es geht nach Brasilien, wo die Kolonie Fraternitas gegründet werden soll. Diese soll für Offenheit und Gleichheit einstehen. Das Projekt mündet in einen Kollaps – wie auch auf formaler Ebene die Erzählung selbst.
Ad acta
In diesem Buch befasst sich Ouředník mit einer untypischen Detektivgeschichte, die im postkommunistischen Prag spielt. Die arglosen und schrägen Protagonisten unterhalten sich auf einer Parkbank, der Plot ist gespickt von mysteriösen Andeutungen, verkümmerter Sprache, ungelösten Verbrechen und nicht zuletzt einem verdächtigen Selbstmord und einer bizarren Vergewaltigung. Wer, wo, wann, wie und warum?

## Veröffentlichungen
- La fin du monde n'aurait pas eu lieu, 2017
- Antialkorán aneb nejasný svět T. H., 2017
- Histoire de France. À notre chère disparue, 2014
- Svobodný prostor jazyka, 2013 (Tom Stoppard Prize)
- Dnes a pozítří, 2012
- Utopus to byl, kdo učinil mě ostrovem (Es war Utopus, der aus mir eine Insel machte), 2010
- Ad acta, 2006 (Prix Montesquieu; Prix Grignant-les-Adhémar)
- Příhodná chvíle, 1855 (Die Gunst der Stunde, 1855), 2006 (in Italienisches Buch des Jahres)
- Dům bosého (Haus des Barfüßigen), 2004
- Europeana: Stručné dějiny dvacátého věku (Europeana. Eine kurze Geschichte Europas im zwanzigsten Jahrhundert), 2001 (in Tschechien Buch des Jahres; Top Shelf, The Village Voice; The Decade's Best Books, The Guardian; Top Five, La Reppublica)
- Des 55 espèces de brodequines dont on peut s'entourer les pieds en hiver (55 Arten von Schnürstiefel, die die Füße im Winter warm halten), 2001, mit Jiří Pelán
- Klíč je ve výčepu (Der Schlüssel ist in der Bar), 2000
- Des 112 façons desquelles on peut faire rouler un tonneau à huile (112 Arten, eine Öltonne zu rollen), 1999, mit Jiří Pelán
- Hledání ztraceného jazyka (Auf der Suche nach der verlorenen Sprache), 1997
- Neřkuli (Geschweige denn), 1996
- Rok čtyřiadvacet (Das Jahr vierundzwanzig), 1995
- Pojednání o případném pití vína (Eine Abhandlung über ein mögliches Weingelage), 1995 (Prix Gourmand; Gourmand World Award Top 4)
- Aniž jest co nového pod sluncem. Slova, rčení a úsloví biblického původu (Und da ist nichts Neues unter der Sonne. Wörter, Redewendungen und Sprichwörter biblischen Ursprungs), 1994
- O princi Čekankovi, jak putoval za princeznou... (Die außergewöhnlichen Abenteuer von Prinz Chicorée), 1993
- Anebo (Oder), 1992 (Tschechischer Rundfunkpreis)
- Šmírbuch jazyka českého. Slovník nekonvenční češtiny (Schmierbuch der Tschechischen Sprache. Wörterbuch des unkonventionellen Tschechisch), 1988

Vier seiner Bücher sind bisher auf Deutsch in der Übersetzung von Michael Stavarič erschienen:
- Europeana. Eine kurze Geschichte Europas im zwanzigsten Jahrhundert Czernin Verlag, 2003, ISBN 978-3-7076-0153-4
- Das Jahr vierundzwanzig, Czernin Verlag, 2003, ISBN 978-3-7076-0166-4
- Die Gunst der Stunde, Residenz Verlag, 2007, ISBN 978-3-7017-1471-1
- Haus des Barfüßigen, Czernin Verlag, 2010, ISBN 978-3-7076-0320-0

## Quelle
- Patrik Ouředník auf dem Portal Slovník české literatury po roce 1945 (Lexikon der tschechischen Literatur nach 1945), online auf: www.slovnikceskeliteratury.cz